# Ms. John Soda
Ms. John Soda er et elektonisk dance band fra Tyskland Skrattende samplede beats, velspillede mikro-rytmiske guitarer og synthesizerfigurer med spinkle kropsbygninger er hvad, der bobler op af flaskerne, når gruppen med det fantastiske navn Ms. John Soda finder oplukkeren frem fra lommen.
Ms. John Soda er et sideprojekt for henholdsvis Micha Acher fra Notwist & Tied + Tickled Trio og Stephanie Böhn fra krautrock-gruppen Couch, der i Ms. John Soda pryder den kras poppede og lettere melankolske indietronica sound med halvt sungne, halvt talte tekster på engelsk med umiskendelig tysk accent.
I 2002 udgav gruppen det roste album 'No P. or D.' på det tyske electronica-label Morr Music, der blev fulgt af EP'en 'While Talking' året efter. To udgivelser, der for alvor var med til at sætte indietronicaen på verdenskortet.
Med 'Notes and the Like' fra 2006 manifesterede Ms. John Soda, som en af genrens førende navne.

## Diskografi

### Albums
- 2002: No P. or D.
- 2003: While Talking EP
- 2006: Notes and the Like